# Campeonato mundial de hockey sobre patines masculino de 2019
El XLIV Campeonato mundial de hockey sobre patines masculino se celebró en España entre el 6 y el 14 de julio de 2019. Fue parte de los juegos mundiales de patinaje. Participaron 27 selecciones nacionales masculinas de hockey sobre patines del mundo.

## Formato de la competición
Durante la anterior edición de la Copa Mundial, la FIRS decidió terminar con la celebración de dos torneos diferentes para las divisiones A y B, y combinaron todas las competiciones en un solo evento conjuntamente con los juegos mundiales de patinaje. Finalmente, World Skate (organización sucesora de la FIRS) dividió a los 28 equipos inscritos en tres competiciones diferentes, conforme a un sistema de clasificación vinculado a las posiciones alcanzadas por cada selección en los campeonatos continentales celebrados el año anterior.
Campeonato mundial
Se integraron los cuatro primeros clasificados en el campeonato de Europa, los tres primeros en América y el campeón en África.
En la primera fase, las ocho selecciones, se dividieron en dos grupos de cuatro equipos cada uno. Los tres primeros equipos calificados de cada grupo pasaron directamente a los cuartos de final de la competición. Los equipos clasificados en cuarto lugar jugaron una eliminatoria contra los clasificados en primer lugar en cada uno de los grupos de la Copa FIRS. Los ganadores de esta eliminatoria pasaron a cuartos de final.
Copa FIRS
Se integraron los clasificados entre los puestos quinto y octavo en Europa, el cuarto clasificado en América, el segundo y tercer clasificados en África y el campeón de Asia.
Los ocho equipos clasificados entre 9 y 16 de la anterior edición de la Copa Mundial, también se dividieron en dos grupos. Los dos ganadores del grupo se unirán a los cuartos de final del Campeonato mundial mientras que los seis equipos restantes jugarán los cuartos de final de la competición con los dos equipos eliminados de la misma.
Copa Confederaciones
Los restantes equipos que se encuadraron en la Copa Confederaciones.

## Participantes
Los 28 equipos inscritos se dividieron en tres competiciones de acuerdo a sus posiciones en los campeonatos contientales disputados en el año anterior. La División B fue renombrada como Copa FIRS y la División C fue nombrada Copa Confederaciones.
Los dos principales equipos clasificados fueron sorteados en diferentes grupos. El sorteo se celebró en Barcelona el 26 de abril de 2019.
| Campeonato mundial | Campeonato mundial |
| ------------------ | ------------------ |
|                    | Angola             |
|                    | Argentina          |
|                    | Chile              |
|                    | Colombia           |
|                    | España             |
|                    | Francia            |
|                    | Italia             |
|                    | Portugal           |

| Copa FIRS | Copa FIRS   |
| --------- | ----------- |
|           | Alemania    |
|           | Andorra     |
|           | Australia   |
|           | Brasil      |
|           | Egipto      |
|           | Mozambique  |
|           | Reino Unido |
|           | Suiza       |

| Copa confederaciones | Copa confederaciones |
| -------------------- | -------------------- |
|                      | Austria              |
|                      | Bélgica              |
|                      | China                |
|                      | China Taipei         |
|                      | Estados Unidos       |
|                      | India                |
|                      | Japón                |
|                      | Macao                |
|                      | México               |
|                      | Nueva Zelanda        |
|                      | Países Bajos         |
|                      | Uruguay              |

Nota: México dimitió para jugar la competencia después del sorteo de los grupos.

## Campeonato mundial

### Fase regular

#### Leyenda
| Pts = Puntos totales PJ = Partidos jugados PG = Partidos ganados PE = Partidos empatados PP = Partidos perdidos GF = Goles a favor |  | GC = Goles en contra DG = Diferencia de goles (GF-GC) Resaltado en verde = Equipo clasificado para la segunda fase. Resaltado en rojo = Equipo eliminado de la segunda fase. (p) = Gol de penal (penalti) (fd) = Gol de falta directa |  |  |

#### Grupo A
| Equipo  | Pts | PJ | PG | PE | PP | GF | GC | DG |
| ------- | --- | -- | -- | -- | -- | -- | -- | -- |
| España  | 9   | 3  | 3  | 0  | 0  | 14 | 6  | 8  |
| Francia | 4   | 3  | 1  | 1  | 1  | 8  | 8  | 0  |
| Italia  | 3   | 3  | 1  | 0  | 2  | 10 | 13 | –3 |
| Angola  | 1   | 3  | 0  | 1  | 2  | 9  | 14 | –5 |

Fuente: FIRS

| 6 de julio |     |        |                     |
| 18:00      |     |        |                     |
| Angola     | 4:5 | Italia | Villanueva y Geltrú |
|            |     |        | Villanueva y Geltrú |

| 6 de julio |     |         |                     |
| 22:00      |     |         |                     |
| España     | 3:1 | Francia | Villanueva y Geltrú |
|            |     |         | Villanueva y Geltrú |

| 8 de julio |     |        |                     |
| 12:00      |     |        |                     |
| Francia    | 3:3 | Angola | Villanueva y Geltrú |
|            |     |        | Villanueva y Geltrú |

| 8 de julio |     |        |                     |
| 20:00      |     |        |                     |
| Italia     | 3:5 | España | Villanueva y Geltrú |
|            |     |        | Villanueva y Geltrú |

| 9 de julio |     |         |                     |
| 16:00      |     |         |                     |
| Italia     | 2:4 | Francia | Villanueva y Geltrú |
|            |     |         | Villanueva y Geltrú |

| 9 de julio |     |        |                     |
| 20:00      |     |        |                     |
| Angola     | 2:6 | España | Villanueva y Geltrú |
|            |     |        | Villanueva y Geltrú |

#### Grupo B
| Equipo    | Pts | PJ | PG | PE | PP | GF | GC | DG  |
| --------- | --- | -- | -- | -- | -- | -- | -- | --- |
| Argentina | 7   | 3  | 2  | 1  | 0  | 17 | 4  | 13  |
| Portugal  | 7   | 3  | 2  | 1  | 0  | 18 | 7  | 11  |
| Chile     | 3   | 3  | 1  | 0  | 2  | 10 | 21 | –11 |
| Colombia  | 0   | 3  | 0  | 0  | 3  | 6  | 19 | –13 |

Fuente: FIRS

| 7 de julio |     |           |                     |
| 16:00      |     |           |                     |
| Chile      | 2:9 | Argentina | Villanueva y Geltrú |
|            |     |           | Villanueva y Geltrú |

| 7 de julio |     |          |                     |
| 20:00      |     |          |                     |
| Portugal   | 8:2 | Colombia | Villanueva y Geltrú |
|            |     |          | Villanueva y Geltrú |

| 8 de julio |     |       |                     |
| 14:00      |     |       |                     |
| Colombia   | 3:4 | Chile | Villanueva y Geltrú |
|            |     |       | Villanueva y Geltrú |

| 8 de julio |     |          |                     |
| 22:00      |     |          |                     |
| Argentina  | 1:1 | Portugal | Villanueva y Geltrú |
|            |     |          | Villanueva y Geltrú |

| 9 de julio |     |          |                     |
| 18:00      |     |          |                     |
| Chile      | 4:9 | Portugal | Villanueva y Geltrú |
|            |     |          | Villanueva y Geltrú |

| 9 de julio |     |          |                     |
| 22:00      |     |          |                     |
| Argentina  | 7:1 | Colombia | Villanueva y Geltrú |
|            |     |          | Villanueva y Geltrú |

### Fase final

#### 1.eral 4.º lugar
|  | Promoción       | Promoción    |              |          | Cuartos de final | Cuartos de final |   |           | Semifinales | Semifinales |         |                        | Final                  | Final |  |
|  |                 |              |              |          |                  |                  |   |           |             |             |         |                        |                        |       |  |
|  |                 |              |              |          |                  |                  |   |           |             |             |         |                        |                        |       |  |
|  |                 |              |              |          |                  |                  |   |           |             |             |         |                        |                        |       |  |
|  |                 |              |              |          |                  |                  |   |           |             |             |         |                        |                        |       |  |
|  |                 |              |              |          |                  |                  |   |           |             |             |         |                        |                        |       |  |
|  |                 | Argentina    | 6            |          |                  |                  |   |           |             |             |         |                        |                        |       |  |
|  |                 |              | 6            |          |                  |                  |   |           |             |             |         |                        |                        |       |  |
|  |                 |              | Angola       | 0        |                  |                  |   |           |             |             |         |                        |                        |       |  |
|  | Angola          | 6            | Angola       | 0        |                  |                  |   |           |             |             |         |                        |                        |       |  |
|  | Angola          | 6            |              |          |                  |                  |   |           |             |             |         |                        |                        |       |  |
|  | Mozambique      | 1            |              |          |                  |                  |   |           |             |             |         |                        |                        |       |  |
|  | Mozambique      | 1            |              |          |                  |                  |   | Argentina | 3           |             |         |                        |                        |       |  |
|  |                 |              |              |          |                  |                  |   | Argentina | 3           |             |         |                        |                        |       |  |
|  |                 |              | Francia      | 0        |                  |                  |   |           |             |             |         |                        |                        |       |  |
|  |                 |              | Francia      | 0        |                  |                  |   |           |             |             |         |                        |                        |       |  |
|  |                 |              |              |          |                  |                  |   |           |             |             |         |                        |                        |       |  |
|  |                 |              |              |          |                  |                  |   |           |             |             |         |                        |                        |       |  |
|  |                 | Chile        | 4            |          |                  |                  |   |           |             |             |         |                        |                        |       |  |
|  |                 |              | 4            |          |                  |                  |   |           |             |             |         |                        |                        |       |  |
|  |                 |              | Francia      | 5        |                  |                  |   |           |             |             |         |                        |                        |       |  |
|  |                 |              | Francia      | 5        |                  |                  |   |           |             |             |         |                        |                        |       |  |
|  |                 |              |              |          |                  |                  |   |           |             |             |         |                        |                        |       |  |
|  |                 |              |              |          |                  |                  |   |           |             |             |         |                        |                        |       |  |
|  |                 |              |              |          |                  |                  |   |           |             | Argentina   | 0 (1)   |                        |                        |       |  |
|  |                 |              |              |          |                  |                  |   |           |             |             | 0 (1)   |                        |                        |       |  |
|  |                 |              | Portugal (p) | 0 (2)    |                  |                  |   |           |             |             |         |                        |                        |       |  |
|  |                 |              | Portugal (p) | 0 (2)    |                  |                  |   |           |             |             |         |                        |                        |       |  |
|  |                 |              |              |          |                  |                  |   |           |             |             |         |                        |                        |       |  |
|  |                 |              |              |          |                  |                  |   |           |             |             |         |                        |                        |       |  |
|  |                 | Portugal (p) | 5 (2)        |          |                  |                  |   |           |             |             |         |                        |                        |       |  |
|  |                 |              | 5 (2)        |          |                  |                  |   |           |             |             |         |                        |                        |       |  |
|  |                 |              | Italia       | 5 (0)    |                  |                  |   |           |             |             |         |                        |                        |       |  |
|  |                 |              | Italia       | 5 (0)    |                  |                  |   |           |             |             |         |                        |                        |       |  |
|  |                 |              |              |          |                  |                  |   |           |             |             |         |                        |                        |       |  |
|  |                 |              |              |          |                  |                  |   |           |             |             |         |                        |                        |       |  |
|  |                 |              |              |          |                  | Portugal         | 4 |           |             |             |         |                        |                        |       |  |
|  |                 |              |              |          |                  |                  | 4 |           |             |             |         |                        |                        |       |  |
|  |                 |              | España       | 2        |                  |                  |   |           |             |             |         |                        |                        |       |  |
|  | Colombia (t.s.) | 6            | España       | 2        |                  |                  |   |           |             |             |         |                        |                        |       |  |
|  | Colombia (t.s.) | 6            |              |          |                  |                  |   |           |             |             |         |                        |                        |       |  |
|  | Suiza           | 5            |              |          |                  |                  |   |           |             |             |         |                        |                        |       |  |
|  | Suiza           | 5            |              | Colombia | 0                |                  |   |           |             |             |         | Tercer y cuarto puesto | Tercer y cuarto puesto |       |  |
|  |                 |              |              | Colombia | 0                |                  |   |           |             |             |         | Tercer y cuarto puesto | Tercer y cuarto puesto |       |  |
|  |                 |              | España       | 9        |                  |                  |   |           |             |             |         |                        |                        |       |  |
|  |                 |              | España       | 9        |                  |                  |   |           |             |             | Francia | 0                      |                        |       |  |
|  |                 |              |              |          |                  |                  |   |           |             |             | Francia | 0                      |                        |       |  |
|  |                 |              |              |          |                  |                  |   |           |             |             |         |                        | España                 | 5     |  |
|  |                 |              |              |          |                  |                  |   |           |             |             |         |                        | España                 | 5     |  |
|  |                 |              |              |          |                  |                  |   |           |             |             |         |                        |                        |       |  |

Fuente: FIRS

##### Promoción
| 10 de julio |     |            |                     |
| 17:00       |     |            |                     |
| Angola      | 6:1 | Mozambique | Villanueva y Geltrú |
|             |     |            | Villanueva y Geltrú |

| 10 de julio |            |       |                     |
| 19:30       |            |       |                     |
| Colombia    | 6:5 (t.s.) | Suiza | Villanueva y Geltrú |
|             |            |       | Villanueva y Geltrú |

##### Cuartos de final
| 11 de julio |     |         |                 |
| 10:00       |     |         |                 |
| Chile       | 4:5 | Francia | Palau Blaugrana |
|             |     |         | Palau Blaugrana |

| 11 de julio |     |        |                 |
| 14:30       |     |        |                 |
| Argentina   | 6:0 | Angola | Palau Blaugrana |
|             |     |        | Palau Blaugrana |

| 11 de julio |     |        |                 |
| 19:30       |     |        |                 |
| Colombia    | 0:9 | España | Palau Blaugrana |
|             |     |        | Palau Blaugrana |

| 11 de julio |            |        |                 |
| 22:00       |            |        |                 |
| Portugal    | 5:5 (2:0p) | Italia | Palau Blaugrana |
|             |            |        | Palau Blaugrana |

##### Semifinales
| 12 de julio |     |         |                 |
| 19:30       |     |         |                 |
| Argentina   | 3:0 | Francia | Palau Blaugrana |
|             |     |         | Palau Blaugrana |

| 12 de julio |     |        |                 |
| 22:00       |     |        |                 |
| Portugal    | 4:2 | España | Palau Blaugrana |
|             |     |        | Palau Blaugrana |

##### Tercer y cuarto puesto
| 14 de julio |     |        |                 |
| 15:30       |     |        |                 |
| Francia     | 0:5 | España | Palau Blaugrana |
|             |     |        | Palau Blaugrana |

##### Final
| 14 de julio |            |          |                 |
| 18:00       |            |          |                 |
| Argentina   | 0:0 (1:2p) | Portugal | Palau Blaugrana |
|             |            |          | Palau Blaugrana |

#### 5.º al 8.º lugar
|  | Cruces   | Cruces |   |       | 5.º lugar | 5.º lugar |  |
|  |          |        |   |       |           |           |  |
|  |          |        |   |       |           |           |  |
|  |          |        |   |       |           |           |  |
|  | Angola   | 7      |   |       |           |           |  |
|  | Chile    | 4      |   |       |           |           |  |
|  |          |        |   |       |           |           |  |
|  |          |        |   |       |           |           |  |
|  |          |        |   |       | Angola    | 4         |  |
|  |          | Italia | 6 |       |           |           |  |
|  |          |        |   |       |           |           |  |
|  |          |        |   |       |           |           |  |
|  |          |        |   |       | 7.º lugar |           |  |
|  |          |        |   |       |           |           |  |
|  | Italia   | 8      |   | Chile | 11        |           |  |
|  | Colombia | 5      |   |       | Colombia  | 8         |  |

Fuente: FIRS

##### Cruces
| 12 de julio |     |       |                     |
| 17:00       |     |       |                     |
| Angola      | 7:4 | Chile | Villanueva y Geltrú |
|             |     |       | Villanueva y Geltrú |

| 12 de julio |     |          |                     |
| 22:00       |     |          |                     |
| Italia      | 8:5 | Colombia | Villanueva y Geltrú |
|             |     |          | Villanueva y Geltrú |

##### 7.º lugar
| 13 de julio |      |          |                     |
| 17:00       |      |          |                     |
| Chile       | 11:8 | Colombia | Villanueva y Geltrú |
|             |      |          | Villanueva y Geltrú |

##### 5.º lugar
| 13 de julio |     |        |                     |
| 22:00       |     |        |                     |
| Angola      | 4:6 | Italia | Villanueva y Geltrú |
|             |     |        | Villanueva y Geltrú |

## Copa FIRS

### Fase regular

#### Leyenda
| Pts = Puntos totales PJ = Partidos jugados PG = Partidos ganados PE = Partidos empatados PP = Partidos perdidos GF = Goles a favor |  | GC = Goles en contra DG = Diferencia de goles (GF-GC) Resaltado en verde = Equipo clasificado para el campeonato mundial. Resaltado en rojo = Equipo clasificado para la segunda fase. (p) = Gol de penal (penalti) (fd) = Gol de falta directa |  |  |

#### Grupo A
| Equipo      | Pts | PJ | PG | PE | PP | GF | GC | DG  |
| ----------- | --- | -- | -- | -- | -- | -- | -- | --- |
| Mozambique  | 9   | 3  | 3  | 0  | 0  | 25 | 6  | 19  |
| Andorra     | 6   | 3  | 2  | 0  | 1  | 13 | 7  | 6   |
| Reino Unido | 3   | 3  | 1  | 0  | 2  | 18 | 11 | 7   |
| Egipto      | 0   | 3  | 0  | 0  | 3  | 4  | 36 | –32 |

Fuente: FIRS

| 7 de julio |     |             |                      |
| 12:00      |     |             |                      |
| Andorra    | 4:3 | Reino Unido | San Cugat del Vallés |
|            |     |             | San Cugat del Vallés |

| 7 de julio |      |        |                      |
| 16:00      |      |        |                      |
| Mozambique | 16:2 | Egipto | San Cugat del Vallés |
|            |      |        | San Cugat del Vallés |

| 8 de julio |     |         |                      |
| 12:00      |     |         |                      |
| Egipto     | 1:8 | Andorra | San Cugat del Vallés |
|            |     |         | San Cugat del Vallés |

| 8 de julio  |     |            |                      |
| 16:00       |     |            |                      |
| Reino Unido | 3:6 | Mozambique | San Cugat del Vallés |
|             |     |            | San Cugat del Vallés |

| 9 de julio  |      |        |                      |
| 12:00       |      |        |                      |
| Reino Unido | 12:1 | Egipto | San Cugat del Vallés |
|             |      |        | San Cugat del Vallés |

| 9 de julio |     |            |                      |
| 16:00      |     |            |                      |
| Andorra    | 1:3 | Mozambique | San Cugat del Vallés |
|            |     |            | San Cugat del Vallés |

#### Grupo B
| Equipo    | Pts | PJ | PG | PE | PP | GF | GC | DG  |
| --------- | --- | -- | -- | -- | -- | -- | -- | --- |
| Suiza     | 9   | 3  | 3  | 0  | 0  | 25 | 5  | 20  |
| Alemania  | 6   | 3  | 2  | 0  | 1  | 23 | 8  | 15  |
| Brasil    | 3   | 3  | 1  | 0  | 2  | 10 | 16 | –6  |
| Australia | 0   | 3  | 0  | 0  | 3  | 3  | 32 | –29 |

Fuente: FIRS

| 7 de julio |     |        |                      |
| 10:00      |     |        |                      |
| Alemania   | 6:3 | Brasil | San Cugat del Vallés |
|            |     |        | San Cugat del Vallés |

| 7 de julio |      |           |                      |
| 14:00      |      |           |                      |
| Suiza      | 12:1 | Australia | San Cugat del Vallés |
|            |      |           | San Cugat del Vallés |

| 8 de julio |     |       |                      |
| 10:00      |     |       |                      |
| Brasil     | 3:8 | Suiza | San Cugat del Vallés |
|            |     |       | San Cugat del Vallés |

| 8 de julio |      |          |                      |
| 14:00      |      |          |                      |
| Australia  | 0:16 | Alemania | San Cugat del Vallés |
|            |      |          | San Cugat del Vallés |

| 9 de julio |     |       |                      |
| 10:00      |     |       |                      |
| Alemania   | 1:5 | Suiza | San Cugat del Vallés |
|            |     |       | San Cugat del Vallés |

| 9 de julio |     |           |                      |
| 14:00      |     |           |                      |
| Brasil     | 4:2 | Australia | San Cugat del Vallés |
|            |     |           | San Cugat del Vallés |

### Fase final

#### 1.eral 4.º lugar
|  | Cuartos de final | Cuartos de final  |          |          | Semifinales            | Semifinales            |  |  | Final | Final |
|  |                  |                   |          |          |                        |                        |  |  |       |       |
|  |                  |                   |          |          |                        |                        |  |  |       |       |
|  |                  |                   |          |          |                        |                        |  |  |       |       |
|  | Suiza            | 8                 |          |          |                        |                        |  |  |       |       |
|  | Suiza            | 8                 |          |          |                        |                        |  |  |       |       |
|  | Egipto           | 1                 |          |          |                        |                        |  |  |       |       |
|  | Egipto           | 1                 | Suiza    | 3        |                        |                        |  |  |       |       |
|  |                  |                   | Suiza    | 3        |                        |                        |  |  |       |       |
|  |                  | Andorra           | 4        |          |                        |                        |  |  |       |       |
|  | Brasil           | Andorra           | 4        | 3        |                        |                        |  |  |       |       |
|  | Brasil           |                   |          | 3        |                        |                        |  |  |       |       |
|  | Andorra          | 9                 |          |          |                        |                        |  |  |       |       |
|  | Andorra          | 9                 | Andorra  | 3        |                        |                        |  |  |       |       |
|  |                  |                   | Andorra  | 3        |                        |                        |  |  |       |       |
|  |                  | Mozambique        | 4        |          |                        |                        |  |  |       |       |
|  | Alemania         | Mozambique        | 4        | 4        |                        |                        |  |  |       |       |
|  | Alemania         |                   |          | 4        |                        |                        |  |  |       |       |
|  | Reino Unido      | 1                 |          |          |                        |                        |  |  |       |       |
|  | Reino Unido      | 1                 | Alemania | 5        | Tercer y cuarto puesto | Tercer y cuarto puesto |  |  |       |       |
|  |                  |                   | Alemania | 5        | Tercer y cuarto puesto | Tercer y cuarto puesto |  |  |       |       |
|  |                  | Mozambique (t.s.) | 7        |          |                        |                        |  |  |       |       |
|  | Australia        | Mozambique (t.s.) | 7        | 3        | Suiza                  | 7                      |  |  |       |       |
|  | Australia        |                   |          | 3        | Suiza                  | 7                      |  |  |       |       |
|  | Mozambique       | 23                |          | Alemania | 4                      |                        |  |  |       |       |
|  | Mozambique       | 23                |          |          | 4                      |                        |  |  |       |       |
|  |                  |                   |          |          |                        |                        |  |  |       |       |
|  |                  |                   |          |          |                        |                        |  |  |       |       |

Fuente: FIRS

##### Cuartos de final
| 11 de julio |     |        |                      |
| 14:30       |     |        |                      |
| Suiza       | 8:1 | Egipto | San Cugat del Vallés |
|             |     |        | San Cugat del Vallés |

| 11 de julio |     |             |                      |
| 17:00       |     |             |                      |
| Alemania    | 4:1 | Reino Unido | San Cugat del Vallés |
|             |     |             | San Cugat del Vallés |

| 11 de julio |     |         |                      |
| 19:30       |     |         |                      |
| Brasil      | 3:9 | Andorra | San Cugat del Vallés |
|             |     |         | San Cugat del Vallés |

| 11 de julio |      |            |                      |
| 22:00       |      |            |                      |
| Australia   | 3:23 | Mozambique | San Cugat del Vallés |
|             |      |            | San Cugat del Vallés |

##### Semifinales
| 12 de julio |     |         |                      |
| 19:30       |     |         |                      |
| Suiza       | 3:4 | Andorra | San Cugat del Vallés |
|             |     |         | San Cugat del Vallés |

| 12 de julio |            |            |                      |
| 22:00       |            |            |                      |
| Alemania    | 5:7 (t.s.) | Mozambique | San Cugat del Vallés |
|             |            |            | San Cugat del Vallés |

##### Tercer y cuarto puesto
| 13 de julio |     |          |                      |
| 19:30       |     |          |                      |
| Suiza       | 7:4 | Alemania | San Cugat del Vallés |
|             |     |          | San Cugat del Vallés |

##### Final
| 13 de julio |     |            |                      |
| 22:00       |     |            |                      |
| Andorra     | 3:4 | Mozambique | San Cugat del Vallés |
|             |     |            | San Cugat del Vallés |

#### 5.º al 8.º lugar
|  | Semifinales | Semifinales |   |        | 5.º lugar | 5.º lugar |  |
|  |             |             |   |        |           |           |  |
|  |             |             |   |        |           |           |  |
|  |             |             |   |        |           |           |  |
|  | Egipto      | 1           |   |        |           |           |  |
|  | Brasil      | 12          |   |        |           |           |  |
|  |             |             |   |        |           |           |  |
|  |             |             |   |        |           |           |  |
|  |             |             |   |        | Brasil    | 3         |  |
|  |             | Reino Unido | 7 |        |           |           |  |
|  |             |             |   |        |           |           |  |
|  |             |             |   |        |           |           |  |
|  |             |             |   |        | 7.º lugar |           |  |
|  |             |             |   |        |           |           |  |
|  | Reino Unido | 6           |   | Egipto | 4         |           |  |
|  | Australia   | 2           |   |        | Australia | 5         |  |

Fuente: FIRS

##### Cruces
| 12 de julio |      |        |                      |
| 14:30       |      |        |                      |
| Egipto      | 1:12 | Brasil | San Cugat del Vallés |
|             |      |        | San Cugat del Vallés |

| 12 de julio |     |           |                      |
| 17:00       |     |           |                      |
| Reino Unido | 6:2 | Australia | San Cugat del Vallés |
|             |     |           | San Cugat del Vallés |

##### 7.º lugar
| 13 de julio |     |           |                      |
| 14:30       |     |           |                      |
| Egipto      | 4:5 | Australia | San Cugat del Vallés |
|             |     |           | San Cugat del Vallés |

##### 5.º lugar
| 13 de julio |     |             |                      |
| 17:00       |     |             |                      |
| Brasil      | 3:7 | Reino Unido | San Cugat del Vallés |
|             |     |             | San Cugat del Vallés |

## Copa confederaciones

### Grupo A
| Equipo        | Pts | PJ | PG | PE | PP | GF | GC | DG  |
| ------------- | --- | -- | -- | -- | -- | -- | -- | --- |
| Bélgica       | 12  | 5  | 4  | 0  | 1  | 40 | 15 | 25  |
| Uruguay       | 12  | 5  | 4  | 0  | 1  | 32 | 13 | 19  |
| Austria       | 9   | 5  | 3  | 0  | 2  | 37 | 12 | 25  |
| Japón         | 9   | 5  | 3  | 0  | 2  | 20 | 20 | 0   |
| Nueva Zelanda | 3   | 5  | 1  | 0  | 4  | 14 | 36 | –22 |
| China Taipei  | 0   | 5  | 0  | 0  | 5  | 13 | 60 | –47 |

Fuente: FIRS

| 7 de julio |      |              |         |
| 10:00      |      |              |         |
| Bélgica    | 16:4 | China Taipei | Tarrasa |
|            |      |              | Tarrasa |

| 7 de julio |     |               |         |
| 12:00      |     |               |         |
| Japón      | 6:2 | Nueva Zelanda | Tarrasa |
|            |     |               | Tarrasa |

| 7 de julio |     |         |         |
| 14:00      |     |         |         |
| Austria    | 3:4 | Uruguay | Tarrasa |
|            |     |         | Tarrasa |

| 8 de julio |     |       |         |
| 10:00      |     |       |         |
| Austria    | 8:1 | Japón | Tarrasa |
|            |     |       | Tarrasa |

| 8 de julio |     |         |         |
| 12:00      |     |         |         |
| Bélgica    | 7:1 | Uruguay | Tarrasa |
|            |     |         | Tarrasa |

| 8 de julio    |     |              |         |
| 14:00         |     |              |         |
| Nueva Zelanda | 8:5 | China Taipei | Tarrasa |
|               |     |              | Tarrasa |

| 9 de julio |      |               |         |
| 10:00      |      |               |         |
| Uruguay    | 10:1 | Nueva Zelanda | Tarrasa |
|            |      |               | Tarrasa |

| 9 de julio |     |         |         |
| 12:00      |     |         |         |
| Austria    | 4:6 | Bélgica | Tarrasa |
|            |     |         | Tarrasa |

| 9 de julio   |     |       |         |
| 14:00        |     |       |         |
| China Taipei | 4:7 | Japón | Tarrasa |
|              |     |       | Tarrasa |

| 11 de julio |      |              |         |
| 14:00       |      |              |         |
| Uruguay     | 14:0 | China Taipei | Tarrasa |
|             |      |              | Tarrasa |

| 11 de julio |     |         |         |
| 16:00       |     |         |         |
| Japón       | 4:3 | Bélgica | Tarrasa |
|             |     |         | Tarrasa |

| 11 de julio   |     |         |         |
| 18:00         |     |         |         |
| Nueva Zelanda | 1:7 | Austria | Tarrasa |
|               |     |         | Tarrasa |

| 12 de julio   |     |         |         |
| 14:00         |     |         |         |
| Nueva Zelanda | 2:8 | Bélgica | Tarrasa |
|               |     |         | Tarrasa |

| 12 de julio |      |              |         |
| 16:00       |      |              |         |
| Austria     | 15:0 | China Taipei | Tarrasa |
|             |      |              | Tarrasa |

| 12 de julio |     |       |         |
| 18:00       |     |       |         |
| Uruguay     | 3:2 | Japón | Tarrasa |
|             |     |       | Tarrasa |

### Grupo B
| Equipo         | Pts | PJ | PG | PE | PP | GF | GC  | DG   |
| -------------- | --- | -- | -- | -- | -- | -- | --- | ---- |
| Países Bajos   | 12  | 4  | 4  | 0  | 0  | 81 | 10  | 71   |
| India          | 6   | 4  | 2  | 0  | 2  | 52 | 29  | 23   |
| Estados Unidos | 6   | 4  | 2  | 0  | 2  | 41 | 21  | 20   |
| Macao          | 6   | 4  | 2  | 0  | 2  | 35 | 39  | –4   |
| China          | 0   | 4  | 0  | 0  | 4  | 2  | 112 | –110 |

Fuente: FIRS

| 7 de julio |      |       |         |
| 16:00      |      |       |         |
| Macao      | 14:0 | China | Tarrasa |
|            |      |       | Tarrasa |

| 7 de julio   |      |       |         |
| 18:00        |      |       |         |
| Países Bajos | 15:6 | India | Tarrasa |
|              |      |       | Tarrasa |

| 8 de julio   |     |                |         |
| 16:00        |     |                |         |
| Países Bajos | 8:2 | Estados Unidos | Tarrasa |
|              |     |                | Tarrasa |

| 8 de julio |      |       |         |
| 18:00      |      |       |         |
| China      | 2:35 | India | Tarrasa |
|            |      |       | Tarrasa |

| 9 de julio |     |       |         |
| 16:00      |     |       |         |
| India      | 9:8 | Macao | Tarrasa |
|            |     |       | Tarrasa |

| 9 de julio     |      |       |         |
| 18:00          |      |       |         |
| Estados Unidos | 25:0 | China | Tarrasa |
|                |      |       | Tarrasa |

| 11 de julio    |     |       |         |
| 10:00          |     |       |         |
| Estados Unidos | 4:2 | India | Tarrasa |
|                |     |       | Tarrasa |

| 11 de julio |      |              |         |
| 12:00       |      |              |         |
| Macao       | 2:20 | Países Bajos | Tarrasa |
|             |      |              | Tarrasa |

| 12 de julio |      |              |         |
| 10:00       |      |              |         |
| China       | 0:38 | Países Bajos | Tarrasa |
|             |      |              | Tarrasa |

| 12 de julio    |       |       |         |
| 14:00          |       |       |         |
| Estados Unidos | 10:11 | Macao | Tarrasa |
|                |       |       | Tarrasa |

### Fase final
Fuente: FIRS

#### 9.º lugar
| 13 de julio   |      |       |         |
| 10:00         |      |       |         |
| Nueva Zelanda | 11:2 | China | Tarrasa |
|               |      |       | Tarrasa |

#### 7.º lugar
| 13 de julio |     |       |         |
| 12:30       |     |       |         |
| Japón       | 7:8 | Macao | Tarrasa |
|             |     |       | Tarrasa |

#### 5.º lugar
| 13 de julio |      |                |         |
| 15:00       |      |                |         |
| Austria     | 10:4 | Estados Unidos | Tarrasa |
|             |      |                | Tarrasa |

#### Tercer y cuarto puesto
| 13 de julio |     |       |         |
| 17:30       |     |       |         |
| Uruguay     | 4:0 | India | Tarrasa |
|             |     |       | Tarrasa |

#### Final
| 13 de julio |     |              |         |
| 20:00       |     |              |         |
| Bélgica     | 0:8 | Países Bajos | Tarrasa |
|             |     |              | Tarrasa |

## Clasificación final
| Posición |                      | Selección      |
| -------- | -------------------- | -------------- |
|          | Campeonato mundial   | Portugal       |
|          | Campeonato mundial   | Argentina      |
|          | Campeonato mundial   | España         |
| 4.       | Campeonato mundial   | Francia        |
| 5.       | Campeonato mundial   | Italia         |
| 6.       | Campeonato mundial   | Angola         |
| 7.       | Campeonato mundial   | Chile          |
| 8.       | Campeonato mundial   | Colombia       |
| 9.       | Copa FIRS            | Mozambique     |
| 10.      | Copa FIRS            | Andorra        |
| 11.      | Copa FIRS            | Suiza          |
| 12.      | Copa FIRS            | Alemania       |
| 13.      | Copa FIRS            | Reino Unido    |
| 14.      | Copa FIRS            | Brasil         |
| 15.      | Copa FIRS            | Australia      |
| 16.      | Copa FIRS            | Egipto         |
| 17.      | Copa confederaciones | Países Bajos   |
| 18.      | Copa confederaciones | Bélgica        |
| 19.      | Copa confederaciones | Uruguay        |
| 20.      | Copa confederaciones | India          |
| 21.      | Copa confederaciones | Austria        |
| 22.      | Copa confederaciones | Estados Unidos |
| 23.      | Copa confederaciones | Macao          |
| 24.      | Copa confederaciones | Japón          |
| 25.      | Copa confederaciones | Nueva Zelanda  |
| 26.      | Copa confederaciones | China          |
| 27.      | Copa confederaciones | China Taipei   |

| Bandera de Portugal |
| Campeón Portugal    |
| 16º Título          |